# Petri Vehanen
Petri Vehanen (ur. 9 października 1977 w Rauma) – fiński hokeista, reprezentant Finlandii.

## Kariera
- Lukko U20 (1995-1997)
  -  UJK (1996-1997, 2002)
- Viking (1998–1999)
- Lukko (1999–2005)
  -  FPS (2000)
  -  HC Pustertal–Val Pusteria (2001)
- Mora IK (2005–2006)
- Nieftiechimik Niżniekamsk (2006–2007)
- Lukko (2007–2009)
- Ak Bars Kazań (2009–2012)
- Lukko (2012–2013)
- HC Lev Praga (2013–2014)
- Eisbären Berlin (2014-2018)

Wychowanek klubu Rauman Lukko. Od listopada 2009 do kwietnia 2012 hokeista rosyjskiego klubu Ak Barsu Kazań, występującego w lidze KHL. Od kwietnia 2013 zawodnik HC Lev Praga (wraz z nim do klubu trafił inny zawodnik Lukko, Kanadyjczyk Justin Azevedo). Od lipca 2014 zawodnik Eisbären Berlin. W kwietniu 2015 przedłużył kontrakt z klubem o dwa lata. W kwietniu 2018 ogłosił zakończenie kariery zawodniczej.
Uczestniczył w turniejach mistrzostw świata w 2008, 2010, 2011, 2012.

## Sukcesy
Reprezentacyjne
- Srebrny medal mistrzostw świata: 2008
- Złoty medal mistrzostw świata: 2011

Klubowe
- Złoty medal mistrzostw Rosji: 2010 z Ak Barsem Kazań
- Finał KHL o Puchar Gagarina: 2014 z HC Lev Praga
- Srebrny medal mistrzostw Niemiec: 2018 z Eisbären Berlin

Indywidualne
- Skład gwiazd ligi GET-ligaen: 1998/1999
- Najlepszy zawodnik miesiąca w SM-liiga - grudzień 2001
- Najlepszy zawodnik miesiąca w SM-liiga - październik 2009
- KHL (2009/2010):
  - Pierwsze miejsce w klasyfikacji skuteczności interwencji w sezonie zasadniczym: 93,5%
  - Pierwsze miejsce w klasyfikacji średniej goli straconych na mecz w sezonie zasadniczym: 1,73
  - Drugie miejsce w klasyfikacji skuteczności interwencji w fazie play-off: 93,7%
  - Drugie miejsce w klasyfikacji średniej goli straconych na mecz w fazie play-off: 1,60
  - Drugie miejsce w klasyfikacji meczów bez straty gola w fazie play-off: 2
  - Pierwsze miejsce w klasyfikacji zwycięstw meczowych wśród bramkarzy w fazie play-off: 15
  - Mecze bez straty gola w fazie play-off: 2
  - Najlepszy bramkarz miesiąca: kwiecień 2010
  - Najlepszy Bramkarz Sezonu
- KHL (2010/2011):
  - Najlepszy bramkarz miesiąca - grudzień 2010, luty 2011
  - Najlepszy bramkarz miesiąca - ćwierćfinały konferencji
  - Drugie miejsce w klasyfikacji skuteczności interwencji w sezonie zasadniczym: 92,7%
  - Piąte miejsce w klasyfikacji średniej goli straconych na mecz w sezonie zasadniczym: 2,10
  - Drugie miejsce w klasyfikacji meczów bez straty gola w sezonie zasadniczym: 6 meczów
  - Drugie miejsce w klasyfikacji zwycięstw meczowych wśród bramkarzy w sezonie zasadniczym: 25 meczów
  - Pierwsze miejsce w klasyfikacji skuteczności interwencji w fazie play-off: 95,7%
  - Pierwsze miejsce w klasyfikacji średniej goli straconych na mecz w fazie play-off: 1,32
  - Pierwsze miejsce w klasyfikacji meczów bez straty gola w fazie play-off: 3 mecze
- KHL (2011/2012):
  - Trzecie miejsce w klasyfikacji skuteczności interwencji w fazie play-off: 94,3%
- Mistrzostwa Świata w Hokeju na Lodzie 2011/Elita:
  - Pierwsze miejsce w klasyfikacji średniej goli straconych na mecz: 1,24 (w czasie gry 388 minut 13 sekund obronił 175 strzałów, tracąc 8 goli)
  - Pierwsze miejsce w klasyfikacji skuteczności interwencji : 95,4%
  - Jeden z trzech najlepszych zawodników reprezentacji
- KHL (2013/2014):
  - Mecz Gwiazd KHL (wybrany, nie wystąpił)[6][7]
  - Czwarte miejsce w klasyfikacji średniej goli straconych na mecz w sezonie zasadniczym: 1,66
  - Najlepszy bramkarz - finały konferencji[8]
  - Pierwsze miejsce w klasyfikacji meczów bez straty gola w fazie play-off: 4

Wyróżnienia
W 2013 portal rosyjski championat.com uznał go najlepszym fińskim zawodnikiem w dotychczasowej historii ligi KHL